# محمد الجبرائيلي
محمد بن حسن المراكشي الجبرائيلي (1908م - 1943م)، هو شاعر مغربي.
ولد في مدينة مراكش عام 1908م، وفيها توفي عام 1943م، عاش في المغرب تلقى دراسته الأولية والجامعية بمدينة مراكش، هو شاعر وجداني غزل عاشق للحياة.  له العديد من القصائد المخطوطة، ويروى عنه أنه تولى إحراق شعره حين أحس بدنو الأجل.

## من مؤلفاته
- له العديد من القصائد المخطوطة، ويروى عنه أنه تولى إحراق شعره حين أحس بدنو الأجل.[3]